# Automotrici DWK
Le automotrici DWK, realizzate dall'omonimo produttore tedesco prevalentemente fra il 1921 e il 1926 (l'ultima unità lasciò lo stabilimento di Kiel nel 1934) rappresentarono una delle prime applicazioni in grande serie di questo tipo di rotabile, consentendo di sostituire la trazione a vapore su numerose linee ferroviarie secondarie e tranvie in tutta Europa.

## Genesi
Le automotrici, costruite a Kiel fra il 1921 e il 1934, rappresentano la prima produzione ferroviaria di grande serie attuata da parte delle officine di Kiel, nate come cantiere navale e in seguito divenute celebri per la produzione di locomotive sotto i marchi MaK e Vossloh.
Le origini dei tale compagnia risalgono al 1918 quando in conseguenza del Trattato di Versailles che limitava la produzione di armi in Germania, le industrie di Kiel dovettero differenziare la loro produzione fino ad allora bellica. Venne dunque fondata la Deutsche Werke Kiel (DWK) per la costruzione di veicoli ferroviari, navi e armi da fuoco.
Accanto alla costruzione di circa 50 vagoni costruiti nel periodo 1921-1925, la familiarità con i motori marini indusse in particolare ad orientare la produzione verso rotabili a propulsione Diesel, e in particolare verso alcuni prototipi di automotrice secondo una tendenza che allora cominciava a diffondersi in Europa. La crisi di ordini degli anni successivi mise fine alla produzione di tali automotrici, portando l'impresa a concentrarsi sulla fornitura di motori e trasmissioni per altri produttori.
La produzione di tali rotabili consentì dunque di riconvertire facilmente la produzione militare, con una prima serie di veicoli dalla foggia inusitata per l'epoca, e a un successivo numero di versioni dalle forme più tradizionali e squadrate suddivise in quattro differenti modelli, cui, nel 1925, se ne aggiunse un quinto. Si trattava di automotrici destinate al servizio sulle tante linee secondarie dell'Europa centrale e settentrionale, con clienti che gestivano tranvie extraurbane e ferrovie regionali, destinate a sostituire la trazione a vapore nei servizi passeggeri a minor traffico; in conseguenza dei primi massicci programmi di elettrificazione, molte unità vennero trasformate in rimorchi prolungando così la loro carriera.

### Versioni
Nel maggio 1921 fu pubblicato un catalogo che presentava i disegni di veicoli suddivisi in quattro tipi fondamentali: i modelli 1 e 2 corrispondevano con i primi veicoli allora realizzati (numeri di produzione 1 e 2), mentre le altre 2 automotrici prodotte (3 e 4) corrispondevano al cosiddetto Modello 3. La prima di tali automotrici, fornita alle tranvie del Limburgo Limburgsche Electrische Spoorweg Maatschappij ad Heerlen, presentava il rodiggio (1A)'(A1)'-bm, in seguito ripresa dai tipi I e IV, mentre le altre erano accomunate dalla soluzione A1-bm. In seguito la parola "modello" non fu più utilizzata, a favore di una classificazione in "tipi" distinti fra loro da numeri romani.
Alle prime automotrici DWK, contraddistinte da numeri di fabbricazione consecutivi da 1 a 38 e costruite fra il 1921 e il 1923, a prescindere dal "Tipo" di appartenenza era assegnato il curioso soprannome di "toporagni" per l'aspetto appuntito dei frontali, che taluni autori fanno risalire ad un richiamo alle forme navali dell'epoca ed altri alle forme di alcuni veicoli americani. Tale disegno fu in ogni caso abbandonato nel 1924 a favore di una forma più squadrata che consentiva minori costi di realizzazione.
Ben 8 automotrici di vari tipi furono esposte dalla DWK in occasione della rassegna ferroviaria di Seddin (Berlino) tenutasi nel 1924, anticipatrice della manifestazione InnoTrans.

## Esemplari prodotti

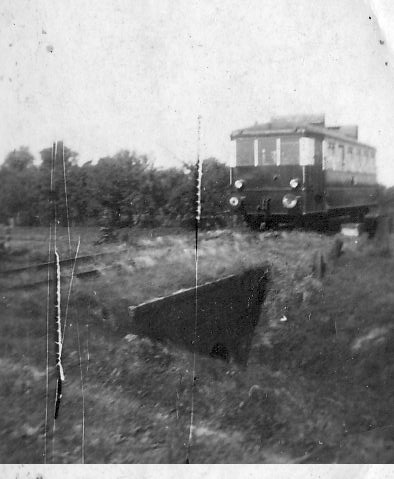
Automotrice DWK Tipo IV costruita nel 1926, in servizio presso la Butjadinger Bahn

### Danimarca
In Danimarca finirono complessivamente XXX automotrici, suddivise nelle seguenti forniture:
- Il secondo cliente della DWK, nel 1921, fu la Haderslev Amtsbaner (HAJ) di Haderslev, che attuò l'anno successivo numerose prove con l'esemplare a scartamento metrico numero "2".
- La tranvia GWSM - Geldersch-Westfaalsche Stoomtram Maatschappij (GWSM) di Lichtenvoorde acquisì i successivi 2 esemplari, dallo scartamento di 750 mm, inserendoli nel proprio parco e immatricolandoli "1-2", .
- Nel 1923 la AHB - Aalborg-Hvalpsund Jernbane acquistì il veicolo dimostratore n.5, immatricolandolo come "3201".
- Un nutrito gruppo fu acquistato dalla HAJ - Haderslev Amts Jernbaner di Haderslev [DK], che acquistò nove automotrici a scartamento metrico del Tipo IV, immatricolandole nel gruppo "M 65-73".
- La ferrovia Hjørring-Løkken-Aabybro (HLA) acquistò nel 1923 due esemplari del Tipo IVa, immatricolati come "M 1-2". In ultimo tali unità furono utilizzate come rimorchiate.
- La FFJ - Fjerritslev-Frederikshavn Jernbane acquistò nel 1922 due automotrici Tipo IVa, immatricolandole come "M 1201-1202"; nel 1924 si aggiunsero al parco altre due unità, del tipo Ia, numerate "M 1203-1204", trasformate nel 1929 in veicoli rimorchiati e modificando il suffisso in "CM".

### Svezia
- Le ferrovie dello stato svedesi (SJ - Statens Järnvägar) acquisitono 3 esemplari, classificati "301-302", che nel 1929 vennero trasformati in veicoli rimorchiati.
- La SRJ - Stockholm-Roslagens Järnvägar acquistò nel 1924 un esemplare tipo Ia, numerato "101", che fece servizio fino al 1941; in conseguenza dell'esteso programma di elettrificazioni in atto fu trasformato in rimorchiata, assumendo il numero "105". Lo scartamento adottato era l'insolito 891 mm.
- La VGJ - Västergotland-Göteborg Jernbane acquisto a sua volta, nel medesimo anno, due analoghi esemplari, sempre a scartamento 891 mm e immatricolati "2" e "3", anch'essi in seguito convertiti in vetture rimorchiate[1].

### Norvegia
- Le ferrovie dello stato norvegesi (NSB - Norges Statsbaner) si dotarono di un unico esemplare, acquistato nel 1922 e classificato "18 202", che fu in seguito smotorizzato e andò distrutto durante la seconda guerra mondiale[1].

### Paesi Bassi
- Le Limburgsche Tramweg-Maatschappij (tranvie del Limburgo - LTM) di Heerlen ottennero il primo esemplare costruito, nel 1921, mentre nel 1923 un ulteriore esemplare, classificato "903", arrivò a Roermond per la medesima impresa.
- La ZSM - Zuider Stoomtramweg-Maatschappij acquisì nel 1923 l'unica vettura del tipo III prodotta, immatricolata col numero "1"; la stessa passò nel 1929 alla GOSM - Gelders-Overijsselsche Stoomtram-Maatschappij di Lochem la quale la ribattezzò "10"; nel 1934 tale veicolo fu accantonato in conseguenza del cambio di scartamento dall'inusuale 1067 mm a 750 mm.
- La WSM - Westlandsche Stoomtramweg Maatschappij dell'Aia acquisì nel 1923 un esemplare Tipo IV, esposto l'anno prima in una manifestazione, immatricolandolo come "40", per poi cederlo il medesimo anno alla HA - Haderslev Amtsbaner di Haderslev ove operò col numero "74"[1].
- Risale al 1926 l'acquisto da parte della GTM - Geldersche Tramweg-Maatschappij di Doetinchem di quattro automotrici di Tipo I a 750 mm, che vennero immatricolate "103-106". Accantonate nel 1935 sotto la gestione GTW - Gelderse Tramwegen, furono in seguito tutte convertite in rimorchiate.

### Germania
- Nel 1925 la MFWE - Mecklenburgische Friedrich-Wilhelm Eisenbahn Gesellschaft acquisì l'esemplare n.19, fino ad allora utilizzato dalla stessa DWK come veicolo dimostratore e poi noleggiato alle tranvie del Limburgo (dove fu classificato 901). Tale automotrice, denominata "II", passò nel 1941 alla DRB - Deutsche Reichsbahn, che la immatricolarono come 749.
- Nel 1923 l'ufficio Reichsvermögensamt Mainz-Land acquisì due automotrici Tipo IV immatricolandole "Deutsches Reich 1-2" per utilizzarle sulla ferrovia militare Finthen-Wackernheim, a scartamento metrico. Successivamente i veicoli subirono diversi passaggi, prestando servizio sulla SEG - Süddeutsche Eisenbahn-Gesellschaft di Darmstadt come "T 7-8"; la prima passò poi alla MKB - Mindener Kreisbahnen di Minden come "T 2" e, nel 1958, prestò servizio sulla linea della EPG - Kreisbahn Emden-Pewsum-Greetsiel a Emden come "565". Trasformata in rimorchiata, la stessa sopravvisse fino al 1963, anno della demolizione.
- La KKB - Kehdinger Kreisbahn di Friburgo sull'Elba acquistò un esemplare numerato "T 16", anch'esso a scartamento metrico, ceduto nel 1926 alla KBE - Köln-Bonner Eisenbahnen di Colonia, dove lo stesso venne convertito allo scartamento ridotto e numerato "VT 201"; la modifica a scartamento ordinario della propria rete portò nel 1934 alla rinumerazione come "150".
- Costruita nel 1923 e utilizzata inizialmente dalla stessa DWK, nel 1925 un'automotrice Tipo IV fu acquistata dalla NKB - Neumarkter Kleinbahn di Neumarkt (chiamata in seguito Środa Śląska dopo il passaggio alla Polonia) dove venne numerata "T 1". Nel 1936 passò alla Vering & Waechter GmbH & Co. di Berlino, in esercizio come "T 2" e, l'anno dopo, alla NME - Neukölln-Mittenwalder Eisenbahn che la rinominò "T 3". Fu accantonata nel 1949. Un secondo esemplare per la NKB, numerato "T 2", venne ceduto sempre nel 1936 alla polveriera Wolff & Co. di Walsrode che nel 1949 lo rivendette a sua volta alla VWE - Verden-Walsroder Eisenbahn di Verden ove fu rinominato dapprima "T 3" , poi "T 151" ed infine "T 12".
- Nel 1925 un esemplare Tipo I numerato "T 3" fu consegnato alla SK - Schleswiger Kreisbahn di Schleswig; utilizzata in seguito come rimorchiata in seguito ai danni causati da un incendio, negli anni cinquanta fu convertita in veicolo di servizio; l'esecenta mutò frattanto il nome in VKS - Verkehrsbetriebe des Kreises Schleswig e, nel 1974, in VKSF - Verkehrsbetriebe des Kreises Schleswig-Flensburg. Fino agli anni ottanta la cassa risultava ancora visibile, inglobata in una struttura edilizia presso il Bahnbetriebswerk di Schleswig-Altstadt.

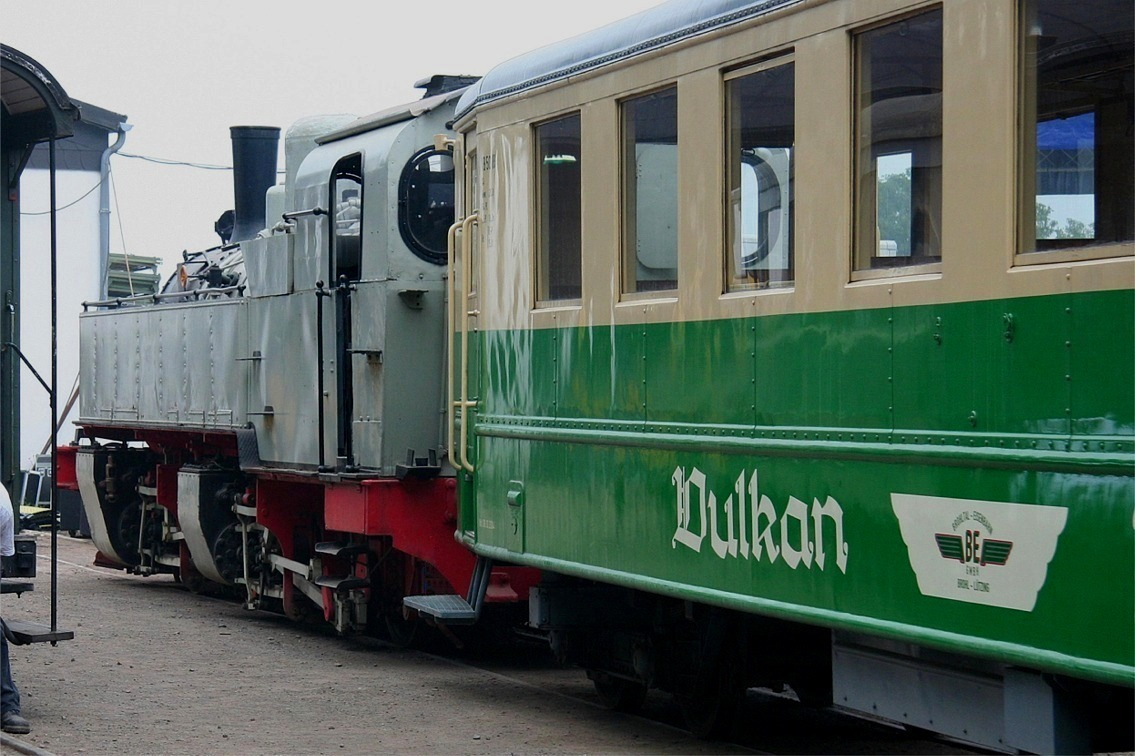
Scorcio della ex VT 50, presso la Brohlthalbahn

- La BE - Brohlthal-Eisenbahn AG di Brohl acquistò nel 1925 un'automotrice a scartamento metrico del Tipo I, immatricolandola come "VT 50". Adattata nel 1933 per l'alimentazione a gasogeno, nel 1999 il proprietario, nel frattempo rinominato BEG - Brohltal-Eisenbahn, cedette tale unità, ormai trasformata in rimorchiata, alla IBS - Interessengemeinschaft Brohltal-Schmalspureisenbahn di Rheinbrohl, un'associazione-museo che procedette nel 2004 alla completa revisione per l'esercizio sulla Brohltalbahn con il servizio Vulkan Express[2].
- Nel 1927 un esemplare Tipo I a scartamento metrico fu acquistato dalla FKB - Flensburger Kreisbahn di Flensburgo, che lo numerò "T 3"; ceduta nel 1953 alla StMB - Steinhuder Meer-Bahn di Wunstorf come "T 53" , questa provvedette alla sostituzione dei motori, operata nel 1957. Un secondo esemplare, numerato "T 4", raggiunse i binari KKB nel 1929 per essera anch'essa ceduta dapprima nel 1953 alla EPG - Kreisbahn Emden-Pewsum-Greetsiel di Norden come "T 54" e in seguito, nel 1963, alla SVG - Sylter Verkehrs di Westerland (Sylt) ove prestò servizio come "T 27".
- La HKB - Hersfelder Kreisbahn di Bad Hersfeld acquistò nel 1928 l'automotrice Tipo I numerata "1", cedendola nel 1955 alla BHE - Buxtehude-Harsefelder Eisenbahn di Buxtehude, che immatricolatola "T 160" la utilizzò regolarmente fino al 1961, anno in cui fu distrutta in seguito alla collisione con un camion.
- Il dipartimento della Sassonia denominato Bestellung durch Kleinbahnabteilung des Provinzialverbandes, ordinò nel 1924 tre esemplari Tipo IV. Il primo fu consegnato l'anno successivo alla ODP - Kleinbahn-AG Osterburg-Deutsch Pretzier di Osterburg (Altmark), dove venne immatricolato dapprima "T 1" e in seguito "T 96". Nel 1949 l'automotrice fu ceduta alle Deutsche Reichsbahn che la impiegarono come "VT 137 517" fino alla sua trasformazione in rimorchiata, immatricolata inizialmente "VB 147 083" e poi "197 823-8". Fu demolita nel 1974. Il secondo esemplare venne destinato alla StK - Stendaler Kleinbahn di Stendal, che nel 1937 lo cedette alla EN - Erfurt-Nottleben in sostituzione dell'esemplare n.73 che aveva subito un incidente. Rinumerato "T 97", venne nuovamente ceduto nel 1949 alle DR, che lo rinominarono "VT 137 520". La terza automotrice fu immatricolata "T 44" e destinata alla KhKB - Kyffhäuser Kleinbahn di Kelbra. Ceduta nel 1927 alla AltmKl - Altmärkische Kleinbahn, fu in seguito rinominata "T 95" per poi finire anch'essa, in seguito alla nazionalizzazione degli impianti, nel parco DR come "VT 137 516". Ulteriori due esemplari, sempre ordinati dallo stesso dipartimento, furono consegnati alla SaK - Salzwedeler Kleinbahnen di Salzwedel, ove operarono come "T 71" e "T 74". Passati alle DR, furono rinominati "VT 137 518-519" per essere definitivamente accantonati nel 1968. Anche la ferrovia Erfurt-Nottleben (EN) ottenne dal Bestellung durch Kleinbahnabteilung des Provinzialverbandes Sachsen un'automotrice del Tipo IV, che denominata "T 1" venne immessa in servizio nel 1925 e subito dopo noleggiata alla KWW - Kleinbahn Wallwitz-Wettin di Wettin. Dotata di un nuovo motore Diesel 6 V 18 L della stessa DWK, passò nel 1937 alla SK - Stendaler Kleinbahn di Stendal quale "T 94", integrata nel 1949 nella rete DR che la immatricolarono come "VT 137 515"; trasformata in rimorchiata smotorizzata, assunse nel 1958 la nuova marcatura "VB 147 082" per essere infine accantonata nel 1964.
- Uno degli 8 esemplari presentati nel 1925 alla mostra di Seddin venne rilevato l'anno dopo dalla ferrovia Bebitz-Alsleben. Immatricolata "R 40" l'unità passò nel 1932 alla DK - Delitzscher Kleinbahn di Delitzsch e venne rimotrizzata due anni dopo. Nel 1939 fu nuovamente ceduta, alla SaK - Salzwedeler Kleinbahnen di Salzwedel che la rinominò "T 91" cedendola alla EN - Erfurt-Nottleben di Erfurt [D]; l'ultimo proprietario, a partire dal 1949, durono le Deutsche Reichsbahn che la impiegarono come "VT 137 514".
- Storia peculiare quella dell'esemplare acquistato nel 1924 dalla GK - Geldernsche Kreisbahn di Geldern: immatricolato "T 1" e alimentato a gasogeno, passò nel 1934 alla MKB - Mindener Kreisbahnen di Minden che lo dotò di nuova motorizzazione Diesel cambiandone la trasmissione e conseguentemente il rodiggio, per utilizzarlo infine come unità rimorchiata. Nel 1950 passò alla EPG - Kreisbahn Emden-Pewsum-Greetsiel di Norden dove, reimmatricolata come "T 60", l'automotrice fu dotata di un nuovo motore Deutz da 96 kW e cambio a quattro marce Mylius per venire infine accantonata nel 1959 in seguito a un incidente.
- Le BG - Deutsche Eisenbahn-Betriebs-Gesellschaft di Berlino acquistarono nel 924 due automotrici Tipo IV, numerate "VT 201-202", che nel 1926 vennero cedute alla VEV - Vorwohle-Emmerthaler-Eisenbahn, presso cui vennero revisionate e dotate di motore a benzina. La prima unità fu ceduta nel 1928 alla HK - Haltingen-Kandern, la seconda nel 1930 alla KMS - Krozingen-Münstertal-Staufen.
- Un altro gruppo di automotrici fu quello consegnato, sempre nel 1924/1925, alla RE - Ruppiner Eisenbahn di Neuruppin. Numerate "80-82" e "84-85", tali unità passarono, nel 1949, alle DR, che le reimmatricolarono rispettivamente "VT 137 511", "VT 137 511-513" (la prima di esse fu convertita in seguito come rimorchiata "VB 147 081") e "VT 137 521" (poi "VB 147 502").
- Le due unità della CEG - Crefelder Eisenbahn di Krefeld (dal 1927 KE - Krefelder Eisenbahn), acquistate nel 1925 e immatricolate "1-2", vennero ceduto nel 1938 allo stabilimento chimico Verwertchemie di Colonia.
- La UeE - Uetersener Eisenbahn di Uetersen acquisì, fra ilo 1924 e il 1925 tre esemplari, denominati "T 1-3". Gli stessi vennero accantonati fra il 1963 e il 1966 quando il T 2 era già stato trasformato nella rimorchiata "VS 4".
- Nel 1926 la KND - Kleinbahnen Niebüll-Dagebüll di Niebüll acquistò un'automotrice Tipo IV denominata "T 1"; divenuta nel frattempo NVAG - Nordfriesische Verkehrsbetriebe, l'azienda cedette l'automotrice nel 1973 nei Paesi Bassi, all'impresa di SHM - Stoomtram Hoorn-Medemblik di Hoorn, che numerata "MB 1505" la utilizzò fino al 1977.
- L'automotrice "1" della ButjE - Butjadinger Eisenbahn di Burhave era una "Tipo IV", consegnata nel 1926. Nel 1955 passò alla St.M.B. - Steinhuder Meer-Bahn di Wunstorf, che la rinominò "T 52" per cederla dieci anni dopo alla VGH - Verkehrsbetriebe Grafschaft Hoya presso cui venne rinominata "4"; nel 1928 passò nuovamente di mano, divenendo la "25" della collezione AHE - Arbeitsgemeinschaft Historische Eisenbahn di Bad Salzdethfurth, trasferita a Bodenburg nel 1980 e ceduta a un privato di Bockhorn nel 1991.
- Cessata ormai da tempo la prosuzione di serie, un'ultima Tipo IV venne costruita ex novo nel 1934 per la Kleinbahn Merzig-Büschfeld di Merzig ove presò servizio come esemplare "101" anche dopo che l'impresa esercente prese il nome di MBE - Merzig-Büschfelder Eisenbahn, fino al 1962.
- Le ferrovie dello stato tedesche, denominate allora DRG - Deutsche Reichsbahn-Gesellschaft, ricevettero direttamente nel 1925 quattro esemplari del tipo V, che furono battezzati rispettivamente "101 Altona", "102" (anch'esso associato al nome proprio "Altona"), "753" e "754 Stettin". La prima unità, inizialmente in carico all'ufficio sperimentale LVA - Lokomotiv-Versuchsamt di Grunewald, fu in seguito ribattezzata "751" e, nel 1947, "VT 85 901" rimanendo in servizio anche sotto le Deutsche Bundesbahn fino al 1950. Nel 1951 passò alla NLEA - Niedersächsisches Landeseisenbahnamt di Hannover come unità "157" e subito dopo alla NWB - Niederweserbahn per la linea Bremerhaven-Wulsdorf. Sotto tale amministrazione il rotabile venne profondamente rinnovato, con la sostituzione dell'originario motore DWK con due motori Diesel Deutz, cambio Myliuse e applicazione di un ampio cristallo sui frontali. Ulteriori passaggi si ebbero nel 1963, quando venne ceduto alla VGH - Verkehrsbetriebe Grafschaft Hoya di Hoya [D] come unità "3" e infine nel 1974 quando fu trasferito nei Paesi Bassi presso la SGB - Stichting Stoomtram Goes-Borsele di Goes, presso cui rimase fino agli anni ottanta. La seconda unità, subì inizialmente il medesimo destino della gemella, con riclassificazione come "752" e cessione alla NLEA, per poi passare nel 1951 alla St.M.B. - Steinhuder Meer-Bahn di Wunstorf come "T 58", dove subì anch'essa le medesime modifiche a propulsore, cambio e testate, passando inoltre allo scartamento metrico. Venne accantonata nel 1972. La terza unità, battezzata dapprima "101 Stettin" e in seguito "753", divenne nel 1947 la "VT 85 903" e così immatricolata passò al parco DB. Nel 1959 fu ceduta alla IW - Kleinbahn Ihrhove-Westrhauderfehn come "T 159" (la numerazione di molte di queste unità riprendeva lo schema NLEA) e sottoposta anch'essa alla trasformazione adottando inoltre porte di accesso scorrevoli. Nel 1961 passò poi alla WKB - Wittlager Kreisbahn di Wittlage che la ribattezzò "T 1" per poi accantonarla nel 1969. La quarta unità del gruppo era la "102 Stettin" , poi "754", che a differenza delle altre terminò la sua carriera sotto le DB dapprima come VT 85 904" e in ultimo come veicolo di prova. Una quinta automotrice raggiunse le DRG nel 1932, probabilmente quale azanzo di un ordine mai ritirato presso la DWK, e fu immatricolata come "766", poi "VT 85 905"; nel 1951 fu ceduta alla WEBA - Westerwaldbahn, Steinebach-Bindweide che la dotò di un nuovo motore KHD e di un gruppo di raffreddamento tetto, utilizzandola fino al 1962.
- L'impresa MFWE - Mecklenburgische Friedrich-Wilhelm-Eisenbahn acquistò nel 1926 un'automotrice tipo V che venne immatricolata come "I". Incorporata nel 1941 come "750" nel parco DRB, passò nel 1949 alle DB che la riclassificarono "VT 85 900". Ulteriori passaggi di proprietà si ebbero nel 1951, con la cessione alla BOE - Bremervörde-Osterholzer di Bremervörde ("T 156") e nel 1954 con il passaggio alla LSE - Lüchow-Schmarsauer di Lüchow ("T 156"). L'unità fu demolita nel 1972.
- La SK - Schleswiger Kreisbahn di Schleswig immatricolò come "T4" un'altra "Tipo V" del 1926. Sotto la successiva gestione VKS - Verkehrsbetriebe des Kreises Schleswig questa venne ammodarnata nel 1962 e dotati di nuovi frontali analoghi a quelli degli "Schienenbusse" MAN. L'unità fu accantonata nel 1980 sotto la nuova gestione VKSF - Verkehrsbetriebe des Kreises Schleswig-Flensburg.

### Polonia
Le ferrovie statali polacche PKP - Polskie Koleje Państwowe acquistarono nel 1928 due fra gli ultimi esemplari prodotti, entrambi del Tipo V, immatricolati come "SCix 90 003" e SCix "90 062". In seguito alle vicende belliche nel 1942 gli stessi furono trasferiti in Germania presso la DWE - Dessau-Wörlitzer Eisenbahn di Dessau come unità "47-48". Incorporate nel 1950 nel parco DR in seguito alla nazionalizzazione delle ferrovie, assunsero rispettivamente la denominazione di "79 524" Erfurt" (dal 1950 "210-207") e "79 525" Erfurt" (dal 1950 "210-206"). Riclassificata "9610" la prima automotrice fu collocata presso la stazione di Lipsia come veicolo di servizio.

### Austria
- Le ferrovie federali austriache, nel 1925 denominate BBÖ - Österreichische Bundesbahnen, acquistarono un esemplare Tipo IV denominato "T 64", rinominato nel 1927 come "VT 20.01". Incorporata nel parco delle Deutsche Reichsbahn (DRB) in seguito all'Anschluss, tale unità venne nuovamente rinominata come "770" ; la stessa passò con tale denominazione nel 1945 alle ÖStB - Österreichische Staatseisenbahn, divenute ÖBB - Österreichische Bundesbahnen nel 1947. Smotorizzata e trasformata in rimorchiata, nel 1960 l'unità fu reimmatricolata come "7729.01", per essere trasformata nel veicolo di prova per sistemi di telecomunicazione "956.500" e infine monumentata, nel 2006, a Vienna Sud.
- La prima automotrice Tipo V prodotta finì anch'essa alle BBÖ, che le assegnarono la classificazione "T 63", mutata nel 1927 in "VT 21.01". Passata anch'essa nel parco DRB e rinumerata "771", al termine del secondo conflitto mondiale l'unità passò per breve tempo alle ČSD - Československé Státni Dráhy, le ferrovie statali cecoslovacche e poi all'analoga impresa ungherese MÁV - Magyar Államvasutak; in seguito, nel 1946, rientrò in Austria. Nel 1952 fu smotorizzata e convertita nella rimorchiata "7629.01".

### Ungheria
Nel 1926 le MÁV - Magyar Államvasutak acquistarono un'unica unità di Tipo V, immatricolata come "310", che fece servizio fino al suo accantonamento, avvenuto nel 1973.

### Italia

Automotrice DWK Tipo Ia, dal 1926 in servizio sperimentale con la matricola N.8701 presso le Ferrovie dello Stato italiane.

- La prima unità giunta in Italia fu l'esemplare Tipo IV n.42, del 1924, consegnata nel alla Societa Anonima Ing. Nicola Romeo di Saronno[3], che l'anno dopo fu rinominata Costruzioni Elettro Meccaniche di Saronno (CEMSA), con la quale la DWK stava stipulando un contratto di produzione su licenza. Dopo la campagna prove l'esemplare fu acquistato nel 1926 dalle FS, che lo immatricolarono come "C.8801" per rinumerarlo "N.8801" tre anni dopo. Tale automotrice fu trasformata in rimorchiata e in tale stato reimmessa in servizio nel 1940.
- Successivamente fu la volta della n. 59, un'automotrice di Tipo Ia consegnata nel 1925 alla CEMSA in prospettiva del contratto di costruzione su licenza. Nel 1926, dopo un anno di noleggio e prove, l'unità fu acquisita dalle Ferrovie dello Stato che la numerarono "C.8701" riclassificandola, nel 1929, come "N.8701"[4]. Terminato il periodo di sperimentazione anche tale rotabile, dotato di sistema di alimentazione mista nafta-benzina[5], venne convertito in rimorchiata nel 1941, rinumerata come carrozza "Cz 41 002", stato nel quale prestò servizio fino al 1950[1].
- Un esemplare analogo, ma a scartamento 950 mm, venne realizzato nel 1925 per la CFMT - Compagnie des Chemins de Fer du Midi de Italie[6], esercente la ferrovia Alifana, che lo cedette in seguito alla SAFS - Societa Anonima Ferrovie della Sicilia per il servizio sulla ferrovia Siracusa-Ragusa-Vizzini presso la quale mantenne la classificazione "GS 1"[1].
- Nel 1925 risultano condotti esperimenti su alcune linee facenti capo a Firenze, svolti con tre automotrici "costruite dalla Nicola Romeo su licenza DWK"[5]. Tali rotabili sono indicati come classificati N.8.701 (già C.8.701) e N.8.801-802 (già C.8.801-802): risultando i primi due rispettivamente le automotrici DWK con numero di costruzione 59 (Tipo Ia) e 42 (Tipo IV) effettivamente trasferite presso la CEMSA, l'unità classificata C.8.802 e non censita fra quelle costruite a Kiel[1] era verosimilmente la prima costruita integralmente dall'azienda di Saronno la quale costruitì anche il terzo esemplare del gruppo, la N.8803 che, assieme a quella che divenne N.8801, fu consegnata solo nel 1929[4]. Tale unità, equipaggiata con motore e cambio sperimentali, non entrò tuttavia mai in servizio regolare e venne alienata nel 1933[7].
- Sempre nel 1925, la Compagnia Generale dei Tramways Piemontesi (CGTP) ordinò alla Romeo un esemplare Tipo IV a scartamento 1.100 mm per la propria rete sociale, sulla quale prestò servizio per circa un decennio[4][8].
- Nel 1929 la Società Italiana Ferrovie e Tramvie (SIFT) ordinò dalla Nicola Romeo di Saronno un'automotrice corrispondente al Tipo IV dotata di motore alimentato a benzolo da 75 kW, accoppiata a una rimorchiata del medesimo costruttore[9]. Tale unità venne impiegata fino al 1934 sulla Grazzano-Rivergaro e poi destinata al servizio sulla Piacenza-Pianello, caratterizzata da pendenze fino al 30 per mille[10]. Si trattava di un rotabile assemblato anch'esso su licenza DWK dotato di due carrelli, bidirezionale, analogo all'automotrice N.8.701 fornita alle FS; la lunghezza era pari a 13,25 m, con 42 posti a sedere. Tale unità fu immatricolata come 38, seguendo la numerazione delle locomotive a vapore, e fece altresì servizio sulla Piacenza-Cremona.[11] Dati i modesti risultati di cui diede prova, la poca praticità del personale[12], venne smotorizzata e infine impiegata, assieme alla propria rimorchiata, sulla ferrovia Piacenza-Bettola[13] classificata Rc 111[10]. Chiusa la Piacenza-Bettola nel 1967, la Rc 111 fu ceduta alla ditta CA.CEM: utilizzata come veicolo di servizio, risultava ancora esistente nel 1979[14].

## Caratteristiche tecniche
Differenziata per caratteristiche tecniche e prestazioni, la produzione DWK di automotrici fu suddivisa in cinque differenti sottoserie proposte sul mercato, non tutte segnate dal medesimo successo:
- Modelli 1-2-3 (4 prototipi)
- Automotrici Tipo I (e variante Ia), per un totale di 22 esemplari prodotti. Derivate dal prototipo Modello 1, erano rotabili a carrelli costruiti prevalentemente con una lunghezza compresa di 18 o 19,5 metri, che presentavano 9 finestrini lungo la fiancata. Le unità classificate come "Tipo Ia", allestite per viaggi di maggiore durata, erano dotate di toilette. La capacità era di 63 posti a sedere e 14 in piedi. Il rodiggio era (1A)'(A1)'. La distanza fra i carrelli, che avevano un passo di 1500 mm era di 12500 mm; l'altezza del rotabile misurava 2750 mm con una massa a pieno carico di circa 18 t. Il propulsore originario era un 6 cilindri a 4 tempi da 1000 giri al minuto alimentato a benzina, che erogava una potenza di 117 kW.
- Automotrici Tipo II, rimaste allo stato di progetto. Derivate dal Modello 2, erano proposte con una lunghezza di 14 metri e un propulsore da 68 kW e sarebbero state capaci di 32 posti seduti e 10 in piedi, costituendo di fatto una versione a 2 assi del più fortunato Tipo IV.
- Automotrici Tipo III. Prodotta in un solo modello e derivata dall'originale "Modello 3", tale vettura a 2 assi era lunga soli 9 metri, ed era pensata per linee a scartamento ridotto. Si caratterizzava esteticamente per la presenza tre soli finestrini per ciascuna fiancata e offriva 16 posti a sedere e 30 in piedi. Il gruppo motore erogava soli 33 kW.
- Automotrici Tipo VI (e variante Va). Con un totale di 51 esemplari prodotti fu il gruppo con maggior successo di mercato. Pensato originariamente anch'esso per lo scartamento ridotto, il Tipo IV era lungo 14 metri (gli esemplari prodotti dopo il 1922 misuravano 13,5 metri), con 6 finestrini per lato, e offriva fino a 40 posti a sedere costituendo di fatto la versione accorciata dell'automotrice Tipo I. La potenza installata era pari a 58 kW.
- Automotrici Tipo V, per un totale di 11 esemplari prodotti. Tale modello rappresenta la versione più evoluta delle automotrici DWK; presentato nel 1925 al Salone dei Trasporti di Monaco, misurava in lunghezza 18,4 metri

Per quanto riguarda specificamente le unità costruite in Italia su licenza, anch'esse erano dotate di un gruppo motore-cambio realizzato su un telaio sospeso fra i carrelli. Il propulsore utilizzato era un Motore Mercedes Tipo T VI a 6 cilindri alimentato a benzolo. Il cambio era a ingranaggi con innesto a frizione; gli assi poggiavano su cuscinetti a rulli.

## Prospetto riassuntivo
| Esemplare | Anno | Tipo      | Acquirente                                            | Classificazione   | Scartamento | Note                                                                                   |
| --------- | ---- | --------- | ----------------------------------------------------- | ----------------- | ----------- | -------------------------------------------------------------------------------------- |
| 1         | 1921 | Modello 1 | LESM - Limburgsche Electrische Spoorweg Maatschappij  | 1                 | 1435 mm     | Ricostruita in seguito dalla DWK come esemplare n.48                                   |
| 2         | 1921 | Modello 2 | LTM - Limburgsche Tramweg Maatschappij                | 902               | 1000 mm     |                                                                                        |
| 3         | 1921 | Modello 3 | GWSM - Geldersch-Westfaalsche Stoomtram Maatschappij  | 1                 | 750 mm      |                                                                                        |
| 4         | 1921 | Modello 3 | GWSM - Geldersch-Westfaalsche Stoomtram Maatschappij  | 2                 | 750 mm      |                                                                                        |
| 5         | 1921 | Tipo I    | AHB - Aalborg-Hvalpsund Jernbane                      | 3201              | 1435 mm     | Fino al 1923 alla DWK come dimostratore; in seguito trasformato in rimorchio           |
| 6         | 1921 | Tipo IV   | HAJ - Haderslev Amts Jernbaner                        | M 65              | 1000 mm     |                                                                                        |
| 7         | 1921 | Tipo IV   | HAJ - Haderslev Amts Jernbaner                        | M 66              | 1000 mm     |                                                                                        |
| 8         | 1922 | Tipo IV   | HAJ - Haderslev Amts Jernbaner                        | M 67              | 1000 mm     |                                                                                        |
| 9         | 1922 | Tipo IV   | HAJ - Haderslev Amts Jernbaner                        | M 68              | 1000 mm     |                                                                                        |
| 10        | 1922 | Tipo IV   | HAJ - Haderslev Amts Jernbaner                        | M 69              | 1000 mm     |                                                                                        |
| 11        | 1922 | Tipo IV   | HAJ - Haderslev Amts Jernbaner                        | M 70              | 1000 mm     |                                                                                        |
| 12        | 1922 | Tipo IV   | HAJ - Haderslev Amts Jernbaner                        | M 71              | 1000 mm     |                                                                                        |
| 13        | 1922 | Tipo IV   | HAJ - Haderslev Amts Jernbaner                        | M 72              | 1000 mm     |                                                                                        |
| 14        | 1922 | Tipo IV   | HAJ - Haderslev Amts Jernbaner                        | M 73              | 1000 mm     |                                                                                        |
| 15        | 1922 | Tipo Ia   | SJ - Statens Järnvägar                                | 301               | 1435 mm     | Nel 1929 trasformata in rimorchiata                                                    |
| 16        | 1922 | Tipo Ia   | SJ - Statens Järnvägar                                | 302               | 1435 mm     | Nel 1929 trasformata in rimorchiata                                                    |
| 17        | 1922 | Tipo Ia   | SJ - Statens Järnvägar                                | 303               | 1435 mm     | Nel 1929 trasformata in rimorchiata                                                    |
| 18        | 1922 | Tipo Ia   | NSB - Norges Statsbaner                               | 18 202            | 1435 mm     |                                                                                        |
| 19        | 1922 | Tipo IVa  | MFWE - Mecklenburgische Friedrich-Wilhelm Eisenbahn   | II                | 1435 mm     | Fino al 1925 alla DWK come dimostratore; nel 1941 alla DRG come 749                    |
| 20        | 1923 | Tipo IVa  | HLA - Hjørring-Løkken-Aabybro Jernbane                | M 2               | 1435 mm     | Poi trasformata in rimorchiata                                                         |
| 21        | 1922 | Tipo III  | ZSM - Zuider Stoomtramweg-Maatschappij                | 1                 | 1067 mm     | Nel 1929 ceduta alla GOSM                                                              |
| 22        | 1922 | Tipo IVa  | FFJ - Fjerritslev-Frederikshavn Jernbane              | M 1201            | 1435 mm     |                                                                                        |
| 23        | 1922 | Tipo IVa  | FFJ - Fjerritslev-Frederikshavn Jernbane              | M 1202            | 1435 mm     |                                                                                        |
| 24        | 1923 | Tipo IVa  | HLA - Hjørring-Løkken-Aabybro Jernbane                | M 2               | 1435 mm     | Poi trasformata in rimorchiata                                                         |
| 26        | 1923 | Tipo IV   | WSM - Westlandsche Stoomtramweg Maatschappij          | 40                | 1435 mm     | Ceduta alla HA - Haderslev Amtsbaner, Haderslev e rinumerata 74                        |
| 27        | 1923 | Tipo IV   | Reichsvermögensamt Mainz-Land                         | Deutsches Reich 1 | 1000 mm     | Nel 1928 alla SEG, nel 1934 alla MKB, nel 1958 alla EPG; poi trasferita in rimorchiata |
| 28        | 1923 | Tipo IV   | KKB - Kehdinger Kreisbahn                             | T 16              | 1000 mm     | Nel 1926 alla KBE; subito cambio scartamento                                           |
| 29        | 1923 | Tipo IV   | Reichsvermögensamt Mainz-Land                         | Deutsches Reich 2 | 1000 mm     | Nel 1928 alla SEG                                                                      |
| 30        | 1923 | Tipo Ia   | NSB - Norges Statsbaner                               | 18 203            | 1435 mm     |                                                                                        |
| 33        | 1923 | Tipo IV   | NKB - Neumarkter Kleinbahn                            | T 1               | 1435 mm     | Nel 1936 alla Vering & Waechter, nel 1937 alla NME                                     |
| 37        | 1923 | Tipo IV   | LTM - Limburgsche Tramweg-Maatschappij                | 903               | 1435 mm     |                                                                                        |
| 38        | 1923 | Tipo IV   | NKB - Neumarkter Kleinbahn                            | T 2               | 1435 mm     | Nel 1936 alla Wolff & Co., nel 1949 alla VWE                                           |
| 39        | 1924 | Tipo IV   | Kleinbahnabteilung des Provinzialverbandes Sachsen    | T 1               | 1435 mm     | Nel 1925 alla ODP, nel 1949 alle DR                                                    |
| 40        | 1924 | Tipo IV   | BA - Kleinbahn-AG Bebitz-Alsleben                     | T 40              | 1435 mm     | Nel 1932 alla DK, nel 1939 alla SaK, nel 1940 alla EN, nel 1949 alle DR                |
| 41        | 1921 | Tipo IV   | GK - Geldernsche Kreisbahn, Geldern                   | T 1               | 1000 mm     | Nel 1934 alla MKB, nel 1950 alla EPG,                                                  |
| 42        | 1924 | Tipo IV   | FS - Ferrovie dello Stato                             | C.8801            | 1435 mm     | Nel 1924 alla CEMSA; poi trasformata in rimorchiata                                    |
| -         | 1925 | Tipo IV   | FS - Ferrovie dello Stato                             | C.8802            | 1435 mm     | Realizzata dalla CEMSA su licenza DWK                                                  |
| -         | 1925 | Tipo IV   | FS - Ferrovie dello Stato                             | C.8803            | 1435 mm     | Realizzata dalla CEMSA su licenza DWK                                                  |
| -         | 1925 | Tipo IV   | CGTP - Compagnia Generale dei Tramways Piemontesi     |                   | 1100 mm     | Realizzata dalla CEMSA su licenza DWK                                                  |
| 43        | 1924 | Tipo IV   | Kleinbahnabteilung des Provinzialverbandes Sachsen    | ?                 | 1435 mm     | Nel 1925 alla StK, nel 1949 alle DR                                                    |
| 44        | 1924 | Tipo IV   | Kleinbahnabteilung des Provinzialverbandes Sachsen    | T 44              | 1435 mm     | Nel 1925 alla KhKB, nel 1927 alla AltmKl, in seguito DR                                |
| 45        | 1924 | Tipo Ia   | FFJ - Fjerritslev-Frederikshavn Jernbane              | M 1203            | 1435 mm     | Nel 1926 trasformata in rimorchiata                                                    |
| 46        | 1924 | Tipo Ia   | FFJ - Fjerritslev-Frederikshavn Jernbane              | M 1204            | 1435 mm     | Nel 1926 trasformata in rimorchiata                                                    |
| 47        | 1924 | Tipo Ia   | SRJ - Stockholm-Roslagens Järnvägar                   | 101               | 891 mm      | Nel 1924 trasformata in rimorchiata                                                    |
| 49        | 1924 | Tipo IV   | DEBG - Deutsche Eisenbahn-Betriebs-Gesellschaft       | VT 201            | 1435 mm     | Nel 1926 alla VEV, nel 1928 alla HK                                                    |
| 50        | 1924 | Tipo IV   | DEBG - Deutsche Eisenbahn-Betriebs-Gesellschaft       | VT 202            | 1435 mm     | Nel 1926 alla VEV, nel 1930 alla KMS                                                   |
| 51        | 1924 | Tipo Ia   | VGJ - Västergotland-Göteborg Jernbane                 | 2                 | 891 mm      | Trasformata in rimorchiata                                                             |
| 52        | 1924 | Tipo Ia   | VGJ - Västergotland-Göteborg Jernbane                 | 3                 | 891 mm      | Trasformata in rimorchiata                                                             |
| 53        | 1924 | Tipo IV   | RE - Ruppiner Eisenbahn                               | 80                | 1435 mm     | Nel 1949 alle DR                                                                       |
| 54        | 1924 | Tipo IV   | RE - Ruppiner Eisenbahn                               | 82                | 1435 mm     | Nel 1949 alle DR                                                                       |
| 55        | 1925 | Tipo IV   | RE - Ruppiner Eisenbahn                               | 84                | 1435 mm     | Nel 1949 alle DR                                                                       |
| 57        | 1925 | Tipo IV   | CEG - Crefelder Eisenbahn                             | 1                 | 1435 mm     | Nel 1928 alla Verwertchemie GmbH                                                       |
| 58        | 1925 | Tipo IV   | CEG - Crefelder Eisenbahn                             | 2                 | 1435 mm     | Nel 1928 alla Verwertchemie GmbH                                                       |
| 59        | 1925 | Tipo Ia   | FS - Ferrovie dello Stato                             | C.8701            | 1435 mm     | Nel 1924 alla CEMSA; nel 1941 trasformata in rimorchiata                               |
| 60        | 1925 | Tipo Ia   | CFMT - Compagnie des Chemins de Fer du Midi de Italie | GS 1              | 950 mm      | In seguito ceduta alla SAFS                                                            |
| 62        | 1925 | Tipo I    | SK - Schleswiger Kreisbahn                            | T 3               | 1435 mm     |                                                                                        |
| 63        | 1925 | Tipo V    | BBÖ - Österreichische Bundesbahnen                    | T 63              | 1435 mm     | Nel 1938 DRB, nel 1945 ČSD e MÁV; nel 1946 ÖStB, poi ÖBB                               |
| 64        | 1925 | Tipo IV   | BBÖ - Österreichische Bundesbahnen                    | T 64              | 1435 mm     | Poi DRB, ÖStB, ÖBB. Trasformata in rimorchiata. Monumento a Vienna Sud.                |
| 65        | 1924 | Tipo IV   | UeE - Uetersener Eisenbahn                            | T 3               | 1435 mm     |                                                                                        |
| 66        | 1925 | Tipo V    | DRG - Deutsche Reichsbahn-Gesellschaft                | "101 Altona"      | 1435 mm     | Poi DB; nel 1951 NLEA, poi NWB; nel 1963 VGH; nel 1974 SGB                             |
| 67        | 1925 | Tipo V    | DRG - Deutsche Reichsbahn-Gesellschaft                | "102 Altona"      | 1435 mm     | Poi DB; nel 1951 NLEA, poi StMB                                                        |
| 68        | 1925 | Tipo V    | DRG - Deutsche Reichsbahn-Gesellschaft                | "101 Stettin"     | 1435 mm     | Poi DB; nel 1953 IW; nel 1962 WKB                                                      |
| 69        | 1925 | Tipo IV   | RE - Ruppiner Eisenbahn                               | 85                | 1435 mm     | Nel 1949 alle DR                                                                       |
| 70        | 1925 | Tipo V    | DRG - Deutsche Reichsbahn-Gesellschaft                | "102 Stettin"     | 1435 mm     | Poi DB                                                                                 |
| 71        | 1925 | Tipo IV   | Kleinbahnabteilung des Provinzialverbandes Sachsen    | T 71              | 1435 mm     | Nel 1949 alle DR                                                                       |
| 73        | 1925 | Tipo IV   | Kleinbahnabteilung des Provinzialverbandes Sachsen    | T 1               | 1435 mm     | Nel 1949 alle DR                                                                       |
| 74        | 1926 | Tipo IV   | Kleinbahnabteilung des Provinzialverbandes Sachsen    | T 74              | 1435 mm     | Nel 1949 alle DR                                                                       |
| 77        | 1924 | Tipo IV   | UeE - Uetersener Eisenbahn AG                         | T 1               | 1435 mm     |                                                                                        |
| 78        | 1924 | Tipo IV   | UeE - Uetersener Eisenbahn AG                         | T 2               | 1435 mm     | Trasformata in rimorchiata                                                             |
| 80        | 1926 | Tipo IVa  | KND - Kleinbahnen Niebüll-Dagebüll                    | T 1               | 1435 mm     | Nel 1973 alla SHM                                                                      |
| 82        | 1926 | Tipo IV   | ButjE - Butjadinger Eisenbahn                         | 1                 | 1435 mm     | Nel 1955 alla St.M.B.; nel 1965 alla VGH, nel 1978 alla AHE, nel 1991 a un privato     |
| 85        | 1926 | Tipo V    | MÁV - Magyar Államvasutak                             | 310               | 1435 mm     |                                                                                        |
| 86        | 1925 | Tipo I    | BE - Brohlthal-Eisenbahn AG                           | VT 50             | 1000 mm     | Preservata come rimorchiata presso la Brohltalbahn                                     |
| 94        | 1926 | Tipo I    | GTM - Geldersche Tramweg-Maatschappij                 | 103               | 750 mm      | Convertita in rimorchiata                                                              |
| 95        | 1926 | Tipo I    | GTM - Geldersche Tramweg-Maatschappij                 | 104               | 750 mm      | Convertita in rimorchiata                                                              |
| 96        | 1926 | Tipo I    | GTM - Geldersche Tramweg-Maatschappij                 | 105               | 750 mm      | Convertita in rimorchiata                                                              |
| 97        | 1926 | Tipo I    | GTM - Geldersche Tramweg-Maatschappij                 | 106               | 750 mm      | Convertita in rimorchiata                                                              |
| 98        | 1926 | Tipo V    | MFWE - Mecklenburgische Friedrich-Wilhelm-Eisenbahn   | I                 | 1435 mm     | Nel 1941 alla DRB, poi DB; nel 1951 alla BOE, nel 1954 alla LSE                        |
| 107       | 1926 | Tipo V    | SK - Schleswiger Kreisbahn                            | T4                | 1435 mm     | Nel 1962 trasformata con nuovi frontali                                                |
| 118       | 1927 | Tipo I    | FKB - Flensburger Kreisbahn                           | T 3               | 1000 mm     | Nel 1953 alla StMB                                                                     |
| 127       | 1928 | Tipo V    | PKP - Polskie Koleje Panstwowe                        | SCix 90 003       | 1435 mm     | Dal 1942 WE, poi DR; dal 1987 al 1993 presso la stazione di Lipsia                     |
| 149       | 1928 | Tipo V    | PKP - Polskie Koleje Panstwowe                        | SCix 90 062       | 1435 mm     | Dal 1942 WE, poi DR                                                                    |
| 165       | 1928 | Tipo I    | HKB - Hersfelder Kreisbahn                            | 1                 | 1435 mm     | Nel 1955 alla BHE                                                                      |
| 176       | 1929 | Tipo I    | FKB - Flensburger Kreisbahn                           | T 4               | 1000 mm     | Nel 1953 alla EPG, nel 1963 alla SVG                                                   |
| -         | 1929 | Tipo I    | SIFT - Società Italiana Ferrovie e Tramvie            | 38                | 1435 mm     | Realizzata dalla CEMSA su licenza DWK                                                  |
| 195       | 1932 | Tipo V    | DRG - Deutsche Reichsbahn-Gesellschaft                | 766               | 1435 mm     | Nel 1951 alla WEBA                                                                     |
| 232       | 1934 | Tipo IV   | Kleinbahn Merzig-Büschfeld                            | 101               | 1435 mm     |                                                                                        |